# Campeonato Mundial de Natação em Piscina Curta de 2022 - 4x200 m livre feminino
A prova dos 4x200 metros nado livre feminino do Campeonato Mundial de Natação em Piscina Curta de 2022 foi disputada no dia 14 de dezembro de 2022, no Melbourne Sports and Aquatics Centre, em Melbourne, na Austrália.

## Recordes
Antes desta competição, os recordes mundiais e do campeonato nesta prova eram os seguintes:
|                       | Nacionalidade | Tempo   | Local | Data                  |
| --------------------- | ------------- | ------- | ----- | --------------------- |
| Recorde mundial       | Países Baixos | 7:32.85 | Doha  | 3 de dezembro de 2014 |
| Recorde do campeonato | Países Baixos | 7:32.85 | Doha  | 3 de dezembro de 2014 |

Os seguintes recordes mundiais ou do campeonato foram estabelecidos durante esta competição:
| Data           | Evento | Nome                                                                                                | Nacionalidade | Tempo   | Notas |
| -------------- | ------ | --------------------------------------------------------------------------------------------------- | ------------- | ------- | ----- |
| 14 de dezembro | Final  | Madison Wilson (1:53.13) Mollie O'Callaghan (1:52.83) Leah Neale (1:52.67) Lani Pallister (1:52.24) | Austrália     | 7:30.87 | ,     |

## Medalhistas
| Ouro | Prata | Bronze |
| Austrália · Madison Wilson · Mollie O'Callaghan · Leah Neale · Lani Pallister · Meg Harris[a] · Brittany Castelluzzo[a] · Laura Taylor[a] | Canadá · Rebecca Smith · Katerine Savard · Mary-Sophie Harvey · Taylor Ruck · Sydney Pickrem[a] · Kelsey Wog[a] | Estados Unidos · Alexandra Walsh · Hali Flickinger · Erin Gemmell · Leah Smith · Erika Brown[a] · Jillian Cox[a] |

a  Nadadores que participaram apenas nas eliminatórias e receberam medalhas.

## Cronograma
Todos os horários são locais (UTC+11). 
| Data           | Hora  | Evento        |
| -------------- | ----- | ------------- |
| 14 de dezembro | 13:10 | Eliminatórias |
| 14 de dezembro | 21:32 | Final         |

## Resultados

### Eliminatórias
As eliminatórias ocorreram no dia 14 de dezembro com início às 13:10.
| Colocação | Bateria | Raia | Nacionalidade  | Nadadoras | Tempo   | Notas            |
| --------- | ------- | ---- | -------------- | --- | ------- | ---------------- |
| 1         | 1       | 4    | Estados Unidos | Erika Brown (1:56.61) Hali Flickinger (1:54.39) Jillian Cox (1:56.03) Leah Smith (1:55.88)                        | 7:42.91 | Q                |
| 2         | 2       | 5    | Austrália      | Leah Neale (1:55.85) Meg Harris (1:54.26) Brittany Castelluzzo (1:56.17) Laura Taylor (1:58.49)                   | 7:44.77 | Q                |
| 3         | 1       | 3    | Países Baixos  | Tessa Vermeulen (1:56.89) Imani de Jong (1:58.05) Silke Holkenborg (1:55.63) Marrit Steenbergen (1:55.16)         | 7:45.73 | Q                |
| 4         | 1       | 5    | China          | Wu Qingfeng (1:57.89) Cheng Yujie (1:57.99) Liu Yaxin (1:53.90) Zhang Yifan (1:56.10)                             | 7:45.88 | Q                |
| 5         | 2       | 4    | Canadá         | Mary-Sophie Harvey (1:55.58) Sydney Pickrem (1:57.07) Kelsey Wog (1:56.18) Rebecca Smith (1:57.87)                | 7:46.70 | Q                |
| 6         | 2       | 3    | Brasil         | Stephanie Balduccini (1:56.55) Giovanna Diamante (1:56.79) Gabrielle Roncatto (1:56.57) Aline Rodrigues (1:58.51) | 7:48.42 | Q,               |
| 7         | 1       | 6    | Japão          | Chihiro Igarashi (1:57.05) Miyu Namba (1:56.81) Waka Kobori (1:56.69) Rio Shirai (1:59.21)                        | 7:49.76 | Q                |
| 8         | 2       | 2    | Nova Zelândia  | Erika Fairweather (1:54.24) Caitlin Deans (1:57.54) Summer Osborne (1:59.58) Ruby Heath (1:59.37)                 | 7:50.73 | Q,               |
| 9         | 2       | 7    | Eslováquia     | Zora Ripková (1:59.78) Tamara Potocká (1:58.68) Teresa Ivanová (2:03.06) Martina Cibulková (2:00.19)              | 8:01.71 | Recorde nacional |
| 10        | 1       | 2    | África do Sul  | Hannah Pearse (2:02.67) Dakota Tucker (2:01.77) Emily Visagie (2:02.74) Rebecca Meder (1:57.67)                   | 8:04.85 |                  |
| 11        | 2       | 6    | Hong Kong      | Ng Lai Wa (2:03.02) Ho Nam Wai (2:00.88) Sze Hang-yu (1:59.03) Lam Hoi Kiu (2:04.57)                              | 8:07.50 |                  |

### Final
A final foi realizada no dia 14 de dezembro com início às 21:32.
| Colocação         | Raia | Nacionalidade  | Nadadoras | Tempo   | Notas            |
| ----------------- | ---- | -------------- | --- | ------- | ---------------- |
| Medalha de ouro   | 5    | Austrália      | Madison Wilson (1:53.13) Mollie O'Callaghan (1:52.83) Leah Neale (1:52.67) Lani Pallister (1:52.24)               | 7:30.87 | Recorde mundial  |
| Medalha de prata  | 2    | Canadá         | Rebecca Smith (1:52.15) Katerine Savard (1:54.78) Mary-Sophie Harvey (1:54.81) Taylor Ruck (1:52.73)              | 7:34.47 |                  |
| Medalha de bronze | 4    | Estados Unidos | Alex Walsh (1:53.90) Hali Flickinger (1:53.48) Erin Gemmell (1:52.23) Leah Smith (1:55.09)                        | 7:34.70 | Recorde nacional |
| 4                 | 3    | Países Baixos  | Tessa Vermeulen (1:56.88) Marrit Steenbergen (1:51.94) Silke Holkenborg (1:56.08) Imani de Jong (1:55.64)         | 7:40.54 |                  |
| 5                 | 1    | Japão          | Chihiro Igarashi (1:56.41) Miyu Namba (1:54.70) Waka Kobori (1:56.46) Rio Shirai (1:57.30)                        | 7:44.87 |                  |
| 6                 | 6    | China          | Liu Yaxin (1:54.62) Wu Qingfeng (1:56.78) Cheng Yujie (1:59.69) Zhang Yifan (1:57.64)                             | 7:48.73 |                  |
| 7                 | 7    | Brasil         | Stephanie Balduccini (1:58.05) Giovanna Diamante (1:56.59) Gabrielle Roncatto (1:56.46) Aline Rodrigues (1:57.73) | 7:48.83 |                  |
| 8                 | 8    | Nova Zelândia  | Erika Fairweather (1:54.46) Caitlin Deans (1:57.14) Summer Osborne (2:00.72) Ruby Heath (1:58.44)                 | 7:50.76 |                  |

Legenda
| Recorde mundial       | Recorde mundial (World record)               |                       | Recorde africano                      | Recorde africano (African) |                                           | Q | Classificado por posição (Qualified) |
| Recorde do campeonato | Recorde do campeonato (Championship record)  | Recorde da América    | Recorde da América (Americas)         | q                          | Classificado por melhor tempo (Qualified) |   |                                      |
| Melhor marca do ano   | Melhor marca do ano (World leading)          | Recorde asiático      | Recorde asiático (Asian)              | DNS                        | Não largou (Did not start)                |   |                                      |
| Recorde nacional      | Recorde nacional (National record)           | Recorde europeu       | Recorde europeu (European)            | DNF                        | Não terminou (Did not finish)             |   |                                      |
| Recorde pessoal       | Recorde pessoal do atleta (Personal best)    | Recorde da Oceania    | Recorde da Oceania (Oceania)          | DSQ / DQ                   | Desclassificado (Disqualified)            |   |                                      |
| Recorde da temporada  | Recorde da temporada do atleta (Season best) | Recorde sul-americano | Recorde sul-americano (South America) | NM                         | Sem marca (No mark)                       |   |                                      |